# 蓬塔德阿瓜 (新墨西哥州)
蓬塔德阿瓜（英語：Punta de Agua）是位於美國新墨西哥州托蘭斯縣的普查規定居民點。

## 人口
根據2020年美國人口普查的數據，蓬塔德阿瓜的面積為3.58平方千米，皆為陸地。當地共有人口68人，而人口密度為每平方千米18.99人。